# Fanzine

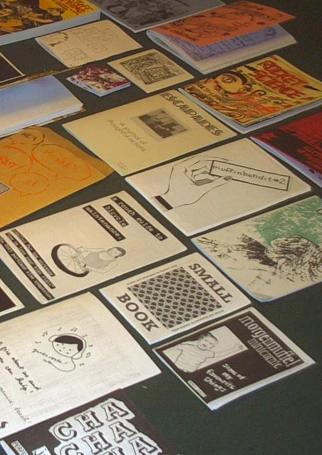
Exemplos de fanzines

Um fanzine (aglutinação de fã e magazine) é uma publicação não profissional e não oficial, produzido por entusiastas de uma cultura particular, para o prazer de outros que compartilham o mesmo interesse. Podendo ser dedicado a uma determinada franquia, trazendo informações ou fanfics.
Normalmente, editores, escritores e outros contribuidores de artigos ou ilustrações para fanzines não são pagos. Fanzines são tradicionalmente divulgados gratuitamente ou por um pequeno valor para custear as despesas postais ou de produção. As cópias muitas vezes são oferecidas em troca de publicações similares, ou por contribuições de arte, artigos ou cartas, que são então publicadas.
Alguns fanzines são digitados e fotocopiados por amadores que utilizam equipamentos caseiros. Alguns fanzines têm se desenvolvido em publicações profissionais (às vezes, conhecidas como prozines), e muitos escritores profissionais foram publicados pela primeira vez em fanzines; alguns continuam a contribuir para eles depois de estabelecer uma reputação profissional. Se há uma equipe por trás de sua publicação profissionalizada e ela consegue obter benefícios, já estamos falando de uma revista como tal, embora nela não haja um grupo editorial, uma distribuição nacional ou internacional ou uma gestão correta para estabelecer seu ISSN.  O termo "fanzine", por vezes, é confundido com a expressão "revista de fãs" (fan magazine), mas a última expressão, na maioria das vezes, refere-se a publicações comercialmente produzidos para (em vez de por) fãs.
O termo fanzine deu origem a outros neologismos: zine, corruptela difundida pelo movimento punk, semiprozine, fanzine de qualidade profissional, adzine, criado com a junção das palavras advertising (publicidade) e zine, um fanzine criado para anunciar outros fanzines,splitzine, um fanzine dividido em dois, slimzine, um fanzine pequeno, graphzine, um fanzine com dedicado a artes gráficas e ilustrações, fanálbum, um álbum de quadrinhos independente, sendo álbum, um termo para histórias em quadrinhos publicado no formato de livro, podendo ser uma edição encadernada ou um romance gráfico. Uma biblioteca de fanzines é chamada de fanzinoteca ou fanzineteca. Um editor de fanzines pode ser chamado de fanzinester, fanzineiro ou faneditor. Hoje, graças ao advento da editoração eletrônica e da autopublicação, muitas vezes há poucas diferenças entre a aparência de um fanzine e uma revista profissional.

## Características

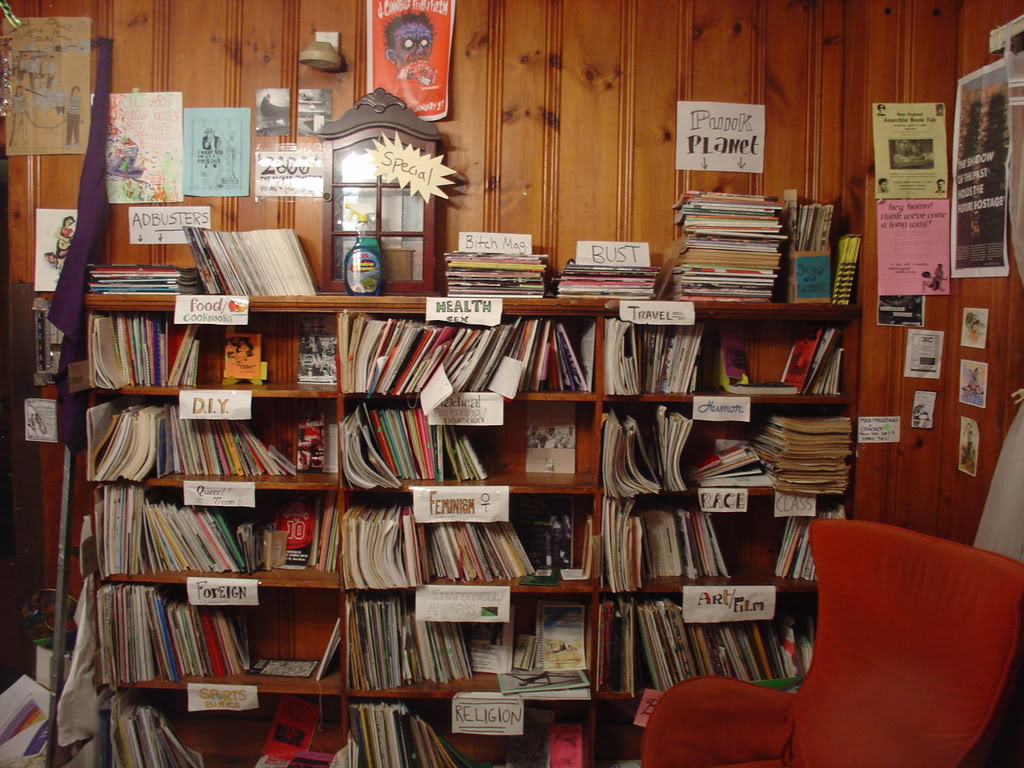
The Papercut Zine Library em Cambridge, Massachusetts.

Fanzines são publicações não-profissionais produzidas por seguidores de um fenômeno cultural específico (como um gênero literário, musical ou histórias quadrinhos) para outros que tenham os mesmos interesses. O termo é uma aglutinação das palavras "fã" e "magazine", cunhado em outubro de 1940 por Russ Chauvenet, popularizado dentre fãs de ficção científica, posteriormente adotado por outras comunidades.
Sua vantagem indiscutível é ter especialistas em um determinado assunto, publicando de forma livre e direta, sem vínculos ou interesses com terceiros. A esta "ausência de restrições editoriais" (o editor normalmente dá liberdade de expressão), devemos acrescentar outra vantagem para um autor de fanzines: "A possibilidade de se ser conhecido por um grupo de aficionados mais ou menos amplo e ser descoberto por um editor profissional que a qualquer momento possa dar-lhe a tão esperada oportunidade profissional". Com isso, o fanzine é" ao mesmo tempo um bom campo de tiro e uma plataforma de lançamento imbatível para o campo profissional". Com isso, o fanzine é "ao mesmo tempo um bom terreno e uma imbatível plataforma de lançamento para o campo profissional". Na opinião do teórico Antonio Lara, os fanzines desempenharam "um papel fundamental na evolução geral da mídia e, mais especificamente, das formas culturais marginalizadas pelas instituições oficiais", como "quadrinhos, álbuns de figurinhas, animação, literatura popular, telefilmes e outros ".
Os problemas endêmicos dos fanzines são a sua dependência de colaboradores altruístas em trabalho não remunerado a ser obtido tempo livre e alcançar o público alvo. Ao contar com o tempo e os esforços abnegados de seus criadores eles não costumam durar muito tempo, porque esses não recebem qualquer compensação monetária. É possível que, se o trabalho realizado for sobre um campo muito específico, no qual não há publicações comerciais, ele possa continuar cobrindo uma lacuna e até se tornar profissional.

## História

### 1775-1945: Ficção científica

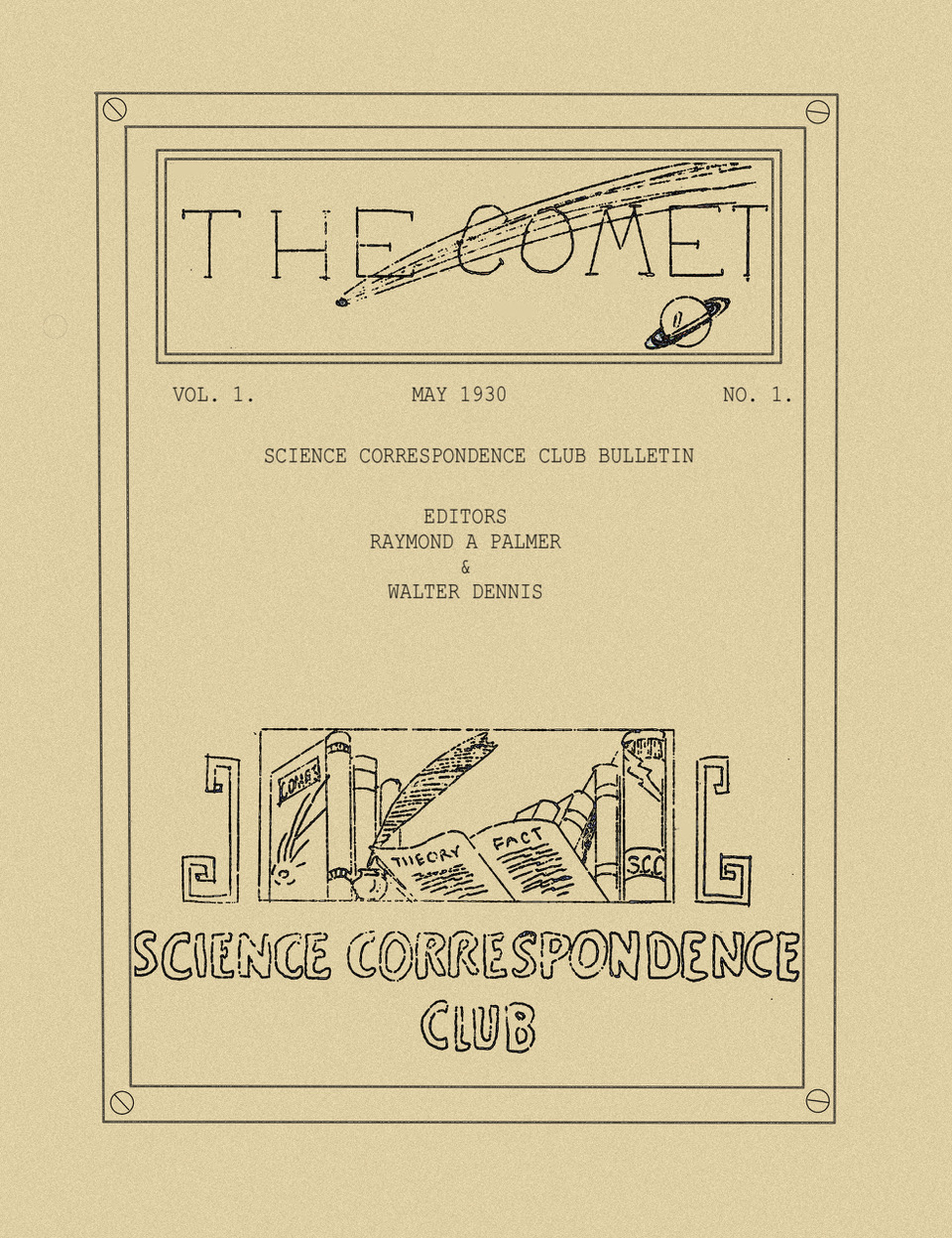
Capa da primeira edição de The Comet, 1930

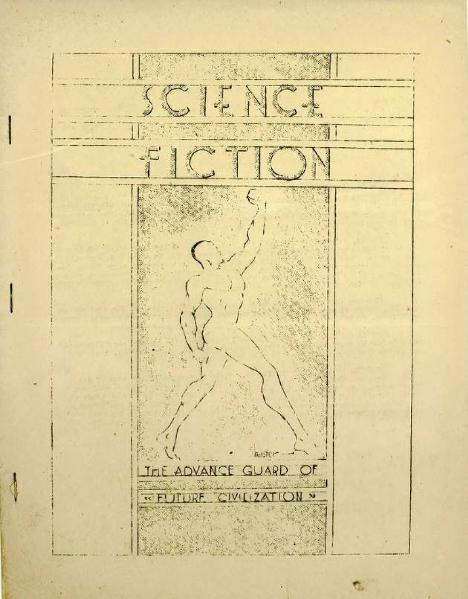
Página do fanzine "Science Fiction: The Advance Guard of Future Civilization" #3 de Jerry Siegel e Joe Shuster, 1933

Muitos traçam a linhagem dos zines desde o excepcionalmente popular panfleto Common Sense de Thomas Paine (1775), a revista literária de Benjamin Franklin para pacientes psiquiátricos em um hospital da Pensilvânia e The Dial (1840-1844) de Margaret Fuller e Ralph Waldo Emerson. Uma outra origem remontam aos grupos literários do século XIX nos Estados Unidos que formaram Amateur Press Associations (APA) para publicar coleções de histórias, poesia e comentários amadores, como a United Amateur, que teve o escritor H.P. Lovecraft como membro.
Quando Hugo Gernsback publicou a primeira revista de ficção científica, Amazing Stories, em 1926, permitiu que a seção de cartas, lançada no ano seguinte, criasse uma interação entre os leitores, que passaram a trocar correspondências. O nome pulp veio do material usado nessas revistas, a polpa de celulose, um material barato assim como o papel jornal.

Em 1929, aos 14 anos, Jerry Siegel teria criado um dos candidatos a primeiro fanzine de ficção científica dos Estados Unidos, Cosmic Stories, um publicação produzida de forma amadora pelo próprio Siegel usando uma máquina de escrever e um hectógrafo,  contudo, não há registros se a revista chegou a ser comercializada. Já na década de 1930, a Science Correspondence Club produziria The Comet em Chicago. O fanzine era editado por Raymond A. Palmer e Walter Dennis. Não havia muita profissionalização ou estudo do que estava acontecendo à época. O termo fanzine, cunhado para designar essas publicações amadoras, só surgiria em outubro de 1940, assim denominado por Russ Chauvene.

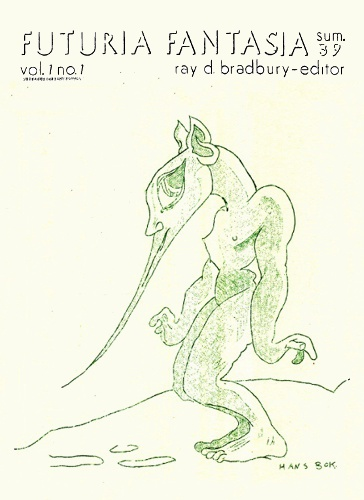
Capa do fanzine Futuria Fantasia de Ray Bradbury, 1939

As histórias em quadrinhos eram citadas e discutidas já no final dos anos 1930 nos fanzines de ficção científica. A primeira versão do Superman (um vilão careca) apareceu em 1933 na terceira edição do fanzine Science Fiction: The Advance Guard of Future Civilization, de Jerry Siegel e Joe Shuster, num conto ilustrado chamado The Reign of the Superman. Mais tarde, o personagem seria reformulado como um herói para o formato de histórias em quadrinhos. O repórter Forrest Ackerman foi uma homenagem a um colaborador de mesmo nome, que mais tarde ser tornaria um editor de quadrinhos e ficção científica. As revistas eram distribuída através dos correios para outros fãs de ficção científica, numa época em que essas histórias ainda eram considerados um gênero inferior e marginalizado da literatura. Em 1936, surge aquele que é visto como o primeiro fanzine de histórias em quadrinhos, The Fantasy World, editado por David Kyle, que continha histórias em quadrinhos produzidas pelo próprio Kyle.
Em 1937, surge a Fantasy Amateur Press Association (Associação de Impressa Amadora de Fantasia), criada por Donald A. Wollheim. Uma Amateur Press Association (APA) é conhecida por produzir apazines, fanzines apenas para um pequeno grupo membros, um contraponto aos genzines, fanzines para o público em geral. Em um apazine, os membros são obrigados a enviar uma quantidade de material para continuar recebendo a publicação.

### 1945: Histórias em quadrinhos
Em outubro de 1947, Malcolm Willits e Jim Bradley lançaram The Comic Collector's News, o primeiro fanzine sobre quadrinhos. Em 1952, Ted White havia mimeografado um panfleto de quatro páginas sobre o Superman, e James Taurasi emitiu, durante um curto período, o Fantasy Comics. Em 1953, Bhob Stewart publicou The EC Fan Bulletin, um fanzine sobre a editora EC Comics, notória pelos quadrinhos de terror e ficção científica. Poucos meses depois, Stewart, White e Larry Stark produziram Potrzebie, planejado como um jornal literário de comentário crítico sobre a EC por Stark. Entre a onda de fanzines sobre a EC que se seguiu, o mais conhecido era Hoo-Hah!, de Ron Parker. Depois disso, surgiram fanzines dos seguidores das revistas satíricas editadas por Harvey Kurtzman: Mad (que passou a ser o foco da EC após ser perseguida pelas histórias de terror e ficção científica), Trump e Humbug. Editores destes fanzines incluíram futuras estrelas do quadrinhos underground como Jay Lynch e Robert Crumb.
Em 1955, o Prêmio Hugo, premiação para obras de fantasia e ficção científica, incluiu uma categoria para fanzines e em 1984, uma para semiprozines, essa categoria foi mantida até 2008. Em 1960, Richard e Pat Lupoff lançaram seu fanzine de ficção científica e quadrinhos, Xero. Na segunda edição, The Spawn of M.C. Gaines, de Ted White, foi o primeiro de uma série de artigos analíticos e nostálgicos sobre quadrinhos por Lupoff, Don Thompson, Bill Blackbeard, Jim Harmon e outros sob o título All In Color For A Dime. Em 1961, surge Alter Ego, de Jerry Bails, dedicada aos heróis fantasiados, tornou-se um ponto focal para fandom de quadrinhos de super-heróis e é, assim, às vezes erroneamente citado como o primeiro fanzine de quadrinhos, desde 1999, ganhou uma versão prozine pela editora TwoMorrows Publishing.
O uso dos fanzines foi marcante na Europa, especialmente na França. Em 1962, foi lançado o fanzine Giff-Wiff do Club des bandes dessinées. O fanzine contou a presença de entusiastas dos quadrinhos como o jornalista Francis Lacassin (presidente) e o cineastra Alain Resnais (vice-presidente). Posteriormente, tornou-se uma revista profissional e o clube mudou o nome para Centre d'études des littératures d'expression graphique.
Um dos primeiros fanzines de quadrinhos britânicos foi o KA-POW de Phil Clarke, lançado em 1967. Proeminentes fanzines de quadrinhos britânicos da década de 1970 e início de 1980 incluíram o longevo Fantasy Advertiser, BEM de Martin Lock, Comic Media News de Richard Burton, Comics Unlimited de Alan Austin, The Panelologist de George Barnette e Speakaeasy de Richard Ashford.
Às vezes, as editoras de quadrinhos profissionais fizeram insinuações para o fandom através de prozines, neste caso revistas similares aos fanzines lançadas pelas principais editoras. The Amazing World of DC Comics e a revista FOOM da Marvel começaram e cessaram a publicação na década de 1970. Com um preço significativamente maior do que os quadrinhos padrão do período (o do AWODCC era de 1,50 dólares estadunidenses, o do FOOM era de 75 centavos), cada revista de órgão interno durou um breve período de anos. Desde 2001, na Grã-Bretanha, foram criados vários fanzines que contêm quadrinhos infantis dos anos 1970 e 1980 (por exemplo, Solar Wind, Pony School etc.). Estes adotam um estilo de narração em vez de personagens específicos de suas fontes, geralmente com um toque consciente ou irônico.[carece de fontes?]
O psicólogo Fredric Wertham publicou, em 1973, o livro The World of Fanzines, onde afirma que eles são "válidos e construtivos". Ironicamente, anos antes, o médico havia publicado Seduction of the Innocent (1954), onde afirmava que os quadrinhos, sobretudo os da EC, eram má influência aos jovens, a cruzada anti-quadrinhos de Wertham influenciou a criação de um código de autocensura.

### 1967: Fanzines de mídia
Os fanzines de mídia eram originalmente apenas um subgênero dos fanzines de ficção científica, escritos por fãs de ficção científica já familiarizados com apazines. O primeiro fanzine de mídia foi uma publicação de fãs de Star Trek chamada Spockanalia, publicada em setembro de 1967 por membros dos Lunarians. Eles esperavam que fanzines como Spockanalia fossem reconhecidos pela comunidade mais ampla de fãs de ficção científica de maneiras tradicionais, como um Prêmio Hugo de Melhor Fanzine.: 6  Todas as cinco edições foram publicadas enquanto o programa ainda estava no ar. air, e incluía cartas de D. C. Fontana, Gene Roddenberry e a maioria dos membros do elenco, e um artigo da futura vencedora de Hugo e Nebula, Lois McMaster Bujold.
Muitos outros zines de Star Trek se seguiram, então lentamente zines apareceram para outras fontes de mídia, como Starsky and Hutch, The Man from U.N.C.L.E. e Blake's 7. Em meados da década de 1970, havia zines de mídia suficientes sendo publicados para que os adzines existissem apenas para anunciar todos os outros zines disponíveis. Embora Spockanalia tivesse uma mistura de histórias e ensaios, a maioria dos zines eram todos ficção. Como os fanzines de ficção científica, esses zines de mídia abrangeram a gama de qualidade de publicação de mimeos de formato digest o a obras-primas impressas em offset com capas de quatro cores.[carece de fontes?]
Os homens escreveram e editaram a maioria dos fanzines de ficção científica anteriores, que normalmente publicavam artigos relatando viagens a convenções e resenhas de livros e outros fanzines. Camille Bacon-Smith afirmou mais tarde que "Uma coisa que você quase nunca encontra em um fanzine de ficção científica é ficção científica. Em vez disso... fanzines eram a cola social que criou uma comunidade a partir de uma dispersão mundial de leitores." As mulheres publicaram a maioria dos fanzines de mídia, que, por outro lado, também incluíam fanfics. Ao fazer isso, eles "preenchem a necessidade de um público majoritariamente feminino por narrativas ficcionais que expandem a fronteira dos produtos de origem oficial oferecidos na televisão e na tela do cinema". Além de histórias longas e curtas, bem como poesia, muitos fanzines de mídia incluíam histórias ilustradas, bem como arte independente, muitas vezes apresentando retratos dos personagens principais do programa ou do filme. A arte pode variar de esboços simples a reproduções de grandes obras elaboradas pintadas em óleo ou acrílico, embora a maioria seja criada em tinta.
No final da década de 1970, a ficção que incluía um relacionamento sexual entre dois dos personagens masculinos da fonte de mídia (primeiro Kirk/Spock, depois Starsky/Hutch, Napoleon/Illya e muitos outros) começou a aparecer em zines.  Isso ficou conhecido como barra da marca '/' usada em adzines para diferenciar uma história K&S (que teria sido uma história de amizade de Kirk e Spock) de uma história K/S, que teria uma inclinação romântica ou sexual entre os personagens. Slash zines eventualmente se tornou seu próprio sub-subgênero; em muitos fandoms você raramente viu histórias com barra e sem barra aparecerem nos mesmos zines. Em 2000, quando a publicação de histórias na web se tornou mais popular do que a publicação de zines, milhares de fanzines de mídia foram publicados; mais de 500 deles eram zines k/s.
Outra franquia popular para fanzines foi a saga "Star Wars". Na época em que o filme "O Império Contra-Ataca" foi lançado em 1980, os fanzines de Star Wars haviam superado os zines de Star Trek em vendas. Um episódio infeliz na história do fanzine ocorreu em 1981, quando o diretor de Star Wars, George Lucas, ameaçou processar os editores de fanzines que distribuíam zines apresentando os personagens de Star Wars em histórias ou arte sexualmente explícitas.[carece de fontes?]

### 1960-2010s: Rock and roll, punk, RPG e cultura japonesa

Esquema de mini-fanzine de 8 páginas no formato A7, produzido com uma folha de papel sulfite no formato A4.

Em meados da década de 1960, vários fãs de ficção científica e quadrinhos reconheceram um interesse compartilhado pelo rock, dando origem a fanzines de rock. Paul Williams e Greg Shaw foram dois fãs do ficção científica transformados em editores de fanzines de rock Crawdaddy! de Williams (1966) e os dois fanzines criados por Shaw, Mojo Navigator (1966) e Who Put the Bomp (1970), estão entre os fanzines de rock mais importantes.[carece de fontes?]
Os fanzines também são geralmente (de forma errônea) indicados como tendo aparecido no movimento punk, devido ao uso marcante de fanzines pelo movimento. Essas publicações começaram ser conhecidas apenas como "zines". Os fanzines também foram importantes durante os movimentos de contracultura de 1968.
Em 1974, foi lançado o primeiro role-playing game ou RPG de mesa, Dungeons & Dragons, criado por criado por Gary Gygax e Dave Arneson. O sucesso do jogo também impulsionou o surgimentos de fanzines, em 1975, foi lançado o apazine Alarums and Excursions, publicado até os dias atuais. O fanzine britânico Aslan (1988-1991) foi responsável pela popularização da modalidade de freeform role-playing game no Reino Unido.
No Reino Unido, o mod revival de 1979, inspirado na subcultura Mod dos anos 1960, trouxe consigo uma explosão de criatividade dos fanzines e, na década seguinte, a subcultura jovem inspirou a produção de dezenas de publicações independentes. O mais bem sucedido da primeira onda foi Maximum Speed, que capturou com sucesso o mundo frenético de uma cena de mod revival que estava impulsionando bandas como Secret Affair, Purple Hearts e The Chords nas paradas do Reino Unido. Depois que o gênero começou a sair de moda com o público mainstream em 1981, a cena do mod revival se tornou underground e se reinventou com sucesso através de uma série de clubes, bandas e fanzines que deram vida nova ao gênero, culminando em outra explosão de aceitação criativa. em 1985. Esse sucesso foi em grande parte impulsionado pela rede de fanzines underground, dos quais os mais importantes e de longo alcance foram Extraordinary Sensations, produzido pelo futuro DJ de rádio Eddie Piller, e Shadows & Reflections, publicado pelo futuro editor Chris Hunt. Este último, em particular, ultrapassou os limites da produção de fanzines, produzindo publicações brilhantes, escritas e impressas profissionalmente em uma época (1983-86) em que a maioria dos fanzines era produzida via fotocopiadora e letraset.[carece de fontes?]
No Japão, o equivalente dos fanzine são os dōjinshis, publicações independentes vendidas em convenções como a Comiket. embora muitas publicações sejam fanfics ou revistas dedicadas a uma determinada franquia de anime (animação japonesa) ou videogames, existem também muitas obras autorais. A palavra deriva dos termos dōjin (同人; palavra japonesa que designa um grupo de pessoas com o mesmo interesse - ou, de forma mais coloquial, uma "turma") e  shi (誌; uma forma mais comprimida de "zasshi", ou "revista"). O termo dōjin também é usado para música e videogames independentes (dōjin soft).
Em 1989, surge a primeira fanzinoteca, a Fanzinothèque de Poitiers, na França. Uma série de importantes bibliotecas públicas e acadêmicas possuem um acervo de fanzines e outras publicações independentes. Em 2011, o dia 21 de julho foi escolhido para ser comemorado como o "Dia Internacional da Fanzinoteca" (International Zine Library Day).
Com o progresso da tecnologia dos computadores pessoais e a impressão profissional, a tecnologia dos fanzines também progrediu. Fanzines iniciais eram ou datilografados em uma máquina de escrever manual ou redigidos à mão e impressos utilizando técnicas de reprodução primitivas. Apenas um pequeno número de cópias podia ser feita, por isso, a circulação era extremamente limitada. Com o advento da internet no início do século XXI, muitos fanzines acabaram migrando para os websites, e-zines ou webzines, netzines e blogues, que são mais fácil de produzir e usa o potencial da Internet para atingir um público cada vez maior, possivelmente global. No entanto, fanzines impressos ainda são produzidos, por preferência pelo formato ou para alcançar pessoas que não têm acesso conveniente à web. Versões on-line de aproximadamente 200 fanzines de ficção científica serão encontradas no site eFanzines de Bill Burns, juntamente com links para outros sites de fanzines de FC. Além disso, os festivais de zine são realizados todos os anos em cidades americanas como Los Angeles, Chicago, e Brooklyn, bem como internacionalmente em cidades como Melbourne, Austrália e Glasgow, Reino Unido. É possível também divulgar fanzine nas redes sociais, sobretudo com o uso das chamadas hashtags.

## Fanzines no Brasil

### Origem
No Brasil, o termo fanzine é genérico para toda produção independente. Há uma distinção entre fanzines (feitos por fãs) e produção independente (produção artística inédita).

Os primeiro fanzines do país surgiram coincidentemente no ano de 1965, são eles: O Cobra, Órgão Interno da 1.ª Convenção Brasileira de Ficção Científica, realizada entre 12 e 18 de Setembro de 1965 em São Paulo, lançado pela recém-fundada Associação Brasileira de Ficção Científica. e Ficção (Boletim do Intercâmbio Ciência-Ficção Alex Raymond), fanzine dedicado as histórias em quadrinhos criado por Edson Rontani em 12 de Outubro de 1965 em Piracicaba, em São Paulo. Este fanzine trazia textos informativos e uma interessante relação de publicações brasileiras de quadrinhos desde 1905. De acordo com Rontani, a inspiração para o Ficção foi a revista Giff-Wiff do Club des bandes dessinées, que ele conheceu em uma matéria escrita por Álvaro de Moya, que dizia que o cineasta Alain Resnais havia sido um dos fundadores de uma organização sobre quadrinhos e que publicava uma revista sobre o tema. Segundo Álvaro de Moya:
Mas lembro-me que, em 1963, no tempo em que ainda estava na TV Excelsior, o Manoel Carlos me procurou um dia trazendo na mão um recorte do jornal Folha de S. Paulo. Era a notícia de que o Alain Resnais, o grande diretor francês e mais um grupo de amigos tinham criado na França um Club de Bande Dessinée, ou seja, um Clube de Desenho em Quadrinhos. - Álvaro de Moya
A outra inspiração foi o livro La Historieta Mundial do argentino Enrique Lipszyc. Rontani havia feito capas para as revistas  Batman e Superman da EBAL, o fundador da editora, Adolfo Aizen, divulgou o Ficção em Superman Bi nº6 (janeiro-fevereiro de 1966).

### Anos 1960 e 1970
No começo, o Ficção era impresso no mimeógrafo, para logo depois ser impresso em um duplicador a álcool. O Ficção teve 12 edições aperiódicas até julho de 1968. Também em 1965, a Associação Brasileira de Ficção Científica publicaria o Dr. Robô. Na época, esses fanzines foram chamados de "boletins", segundo Gonçalo Junior, o mais próximo dos fanzines eram os boletins dos cineclubes, existentes no Brasil desde a década de 1940. Um outro de tipo de publicação independente que antecede os fanzines são os chamados catecismos, quadrinhos eróticos que tinham Carlos Zéfiro como o principal nome nas décadas de 1950 a 1970.
Em 1967, Edson Rontani começou a publicar catálogos de compra e vendas de quadrinhos. Somente em 1971, através de uma carta de um fã, Rontani passou a conhecer o termo fanzine, que pensou ter sido criado por esse fã, contudo, um clube francês para qual enviava o Ficção também o chamava de fanzine. Em 23 de abril de 1968, Agenor Ferreira lança o Boletim do Herói, na década seguinte, o fanzine mudou de nome para Boletim dos Quadrinhos e teve 28 edições. No final da década de 1970, Edson Rontani criou o "Coleção Comics", que além de anúncios, trazia artigos sobre quadrinhos.
Nas década de 1970 e 1980, surgem os fanzines de rock, divulgando bandas de gêneros como punk, heavy metal e rockabilly. Paralelo aos fanzines, surgiram nos anos 70, as publicações de poesia marginal da chamada Geração mimeógrafo. A poetisa Cecília Fidelli foi uma ativista de destaque deste gênero. Outras pioneiras de publicações alternativas foram a hoje jornalista do Estado de São Paulo Sílvia Herrera que publicava o Criminal Insane. Com a colaboração da musicista, escritora e tradutora Wildie Garden (na época sob o pseudônimo Daisy), também criadora da cooperativa e distribuidora alternativa underground e mais tarde do primeiro e-zine, eliminado pela ação de hackers e deturpadores de artes que proíbem mulheres na cena underground.
No estado do Rio Grande do Sul, Oscar Kern foi o criador do fanzine de histórias em quadrinhos Historieta em 1972. Ele continha artigos, republicações de histórias brasileiras e revelação de novos talentos. Foi o primeiro a ser vendido em banca de jornal pela Press Editorial, Kern também criou o Confraria dos Dinossauros com Valdir Damaso, fanzine que republicava histórias da Era de Ouro dos Quadrinhos. A esses fanzines com quadrinhos de décadas anteriores, deu-se o nome de "fanzines de nostalgia", muitos desses fanzines reproduziam histórias em quadrinhos antigas sem autorização dos detentores dos direitos autorais, sendo portando exemplos de fanálbuns. Em 1974, Edson Rontani lança Fanzine e Universo H.Q..
No final da década de 1970, criou o Coleção Comics, que além de anúncios de compra e venda, trazia artigos sobre quadrinhos, o catálogo teve 169 edições, sendo encerrado em agosto de 1986. Ainda em 1972, surge a revista em quadrinhos Balão, feita por alunos da USP, como Laerte Coutinho, Luiz Gê e Paulo Caruso. que anos mais tarde, despontariam no quadrinho e humor gráfico brasileiro. Em 1973, no show do álbum Krig-ha, Bandolo de Raul Seixas, foi distribuído um panfleto em forma de quadrinhos chamado A Fundação de Krig-Ha, descrito como um gibi-manifesto, escrito por Seixas e Paulo Coelho e ilustrado por Adalgisa Rios, então esposa de Paulo Coelho, o material foi aprendido como subversivo pela polícia. Em 1976, Aimar Aguiar lança Nostalgia dos Quadrinhos. Nesse período, fanzines sobre quadrinhos foram divulgados na coluna Notícias em quadrinhos publicada na contracapa das revistas da EBAL de Adolfo Aizen e na revista Eureka da Editora Vecchi. Em 1978 os alunos da UFRJ Beto Silva, Helio de la Peña e Marcelo Madureira, lançaram o fanzine Casseta Popular, anos mais tarde, o fanzine se uniria com o tabloide O Planeta Diário criando o grupo humorístico Casseta & Planeta.

### Anos 1980
Cesar Ricardo Tomáz da publicou (juntamente com José Carlos Neves e Mário Dimov Mastrotti) o fanzine Hiperespaço desde outubro de 1983, abrindo caminho para o aumento de fãs de ficção científica no país. Em 1985, com a fundação do Clube de Leitores de Ficção Científica em São Paulo, foi lançado o Somnium, fanzine (e, em alguns momentos, um semiprozine) com notícias do Clube e do gênero no Brasil e no mundo, além de contos, resenhas e ilustrações. Outros fanzine de ficção científica a surgidos na década de 1980 foram o Boletim Antares, do Clube de Ficção Científica Antares, surgido do Clube de Astronomia Antares, de Porto Alegre. Megalon, criado por Marcello Simão Branco e Renato Rosatti em 1987, Em 1988 surgem "O Rhodaniano" do primeiro fã-Clube de Perry Rhodan fundado por Sérgio Roberto L. Costa e Maria Ângela C. Bussolotti, Caio Cardoso Sampaio  e Roberto de Sousa Causo, criado dentro do Clube de Leitores de Ficção Científica.
Na década de 1980, jogadores de RPG de mesa fotocopiavam livros importados e distribuíam entre si, esse período do RPG no país ficou conhecido por alguns como geração xerox.  Ainda na década de 1980, surgem os fanzines O Lobinho de Raul Veiga, editado nos Estados Unidos e considerado o primeiro fanzine brasileiro feito em xerografia, HQ de Deodato Filho (mais conhecido posteriormente como Mike Deodato), Notícias dos Quadrinhos de Ofeliano de Almeida,  Marca de Fantasia de Henrique Magalhães, Tchê de Denilson Rosa dos Reis, Gang Portela de Watson Portela, Quadrinhos Magazine de Gonçalo Júnior, o fanzine de reportagem Quadrix, de Worney Almeida de Souza, Worney chegou a republicar materiais de outros autores, como Cronologia HQ, série sobre a história das histórias em quadrinhos escrita pelo quadrinhista Floriano Hermeto de Almeida Filho, um dos responsáveis pelas histórias do super-herói Judoka encartado nas páginas de revistas da EBAL, num total de 54 páginas, e as 100 páginas tira A Garra Cinzenta de Francisco Armond (roteiro) e Renato Silva (desenhos). também na década de 1980, surgem os fanzines de nostalgia O Grupo Juvenil, de Jorge Barwinkel, que teve o nome inspirado na revista O Globo Juvenil, suplemento no formato tabloide lançado pelo jornal O Globo em 1937, inspirado nos suplementos que publicava as pranchas dominicais. O Pica-Pau de Armando Sgarbi, Fanzim de Aníbal Cassal, Jornal da Gibizada de Valdir Dâmaso, O Quero-Quero de Cláudio Dilli. Em 1985, em parceria com Worney, Wilson Costa de Souza lança o fanzine Alegoria, que dura cinco edições.
Surgem também os fanzines de associações, como o o Jornal da AQC da AQC-ESP (Associação dos Quadrinhistas e Caricaturistas do Estado de São Paulo) e o Informativo Abrademi criado pela Associação Brasileira de Desenhistas de Mangá e Ilustrações (Abrademi), lançado em abril de 1984, em agosto do mesmo ano, o Quadrix abrigou edições especiais produzidas Abrademi, em novembro do mesmo ano, a entidade lançou aquele que é considerado o primeiro fanzine dedicado a anime e mangá do Brasil, o Clube do Mangá, editado por Júlia Takeda e Nobu Chinen, inspirado no dōjinshi Bokuju Itteki, uma publicação do artista japonês Shotaro Ishinomori, publicado antes de ser famoso. A associação também lançou o Jornal da Abrademi. Em 1985, Rontani lança um fanzine do gênero nostalgia intitulado Fanzine Rontani.
Em meados da década de 1980, os fanzines viveram uma crise, ocasionada pela hiperinflação. Em 1987, Douglas Quinta Reis, Mauro Martinez dos Prazeres e Walder Mitsiharu Yano fundam a gibiteria Devir Livraria, no início da década de 1990, a Devir torna-se uma editora de quadrinhos e RPG de mesa, Douglas Quintas Reis foi responsável pelo boletim Recado. A princípio o boletim consistia de uma folha no formato A4 fotocopiada, mais tarde passou a ter quatro páginas no formato A5, por ser uma publicação de editora, Recardo pode ser enquadrado como prozine, embora não tenha começado com a qualidade profissional dos prozines tradicionais.

### Anos 1990-atualmente

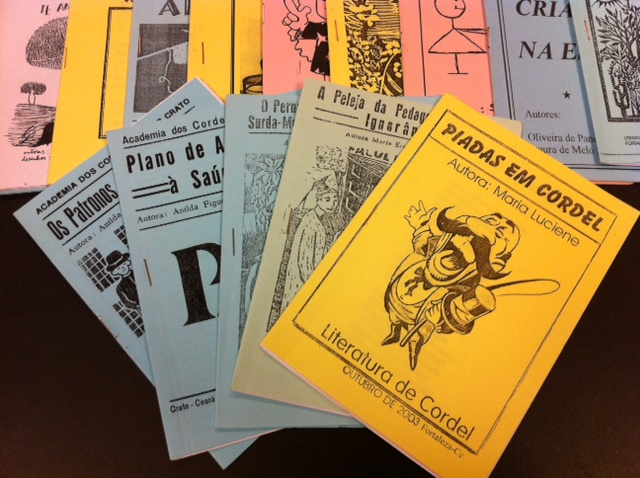
Exemplos de xerocordéis

Os anos 1990 foram prolíferos para o movimento, ainda em 1990, a Gibiteca de Curitiba organizou a 1ª Exposição Internacional de Fanzines. Em 1993, surge o Informativo de Quadrinhos Independentes de Edgard Guimarães, cujo objetivo era listar as publicações brasileiras independentes, sendo portanto um adzine, a proposta foi ampliada e passou a abrigar também matérias, resenhas e publicações de quadrinhos autoriais, Edgard também imprimia e vendia fanzines de outros autores no chamado Projeto Independente. O fanzine mudou de nome para Quadrinhos Independentes, posteriormente, QI - Quadrinhos Independentes e, finalmente, QI. Ainda em 1993, a Associação dos Quadrinhistas e Caricaturistas do Estado de São Paulo adiciona a categoria fanzine no Prêmio Angelo Agostini, em 2011, foi criada uma categoria específica para lançamentos de quadrinhos independentes.
Em 1994, surge o fanzine de RPG Pergaminho, coeditado pelo cearense JJ Marreiro, onde publicava a HQ Zhorn, dois anos depois, lançou o fanzine  de quadrinhos Man em parceria com Daniel Brandão e Geraldo Borges. Na década de 1990, surgiram vários fanzines inspirados nos mangás japoneses, impulsionado pela exibição de animes e publicações profissionais dedicadas a essas produções. Em 1997, surge o fanzine Tsunami de Denise Akemi, publicação inspirada nos dōjinshis que ganharia versões em bancas nas editoras Brainstore e Trama. Inspirados na Comiket, surgiram no país convenções de fanzines ligados a eventos de anime/mangáː é o caso da "Fanzinecon" realizada na Animecon e Fanzine Expo, realizada no Anime Friends.
O advento de fotocopiadoras e impressoras jato de tinta também deu origem surgimento dos chamados de "xerocordéis", folhetos de poesia de cordel de autores independentes impressos em 1/4 de uma folha A4. Em 2005, Márcio Sno começou a ministrar oficinas sobre criação de fanzines. A Quanta Academia de Artes lançou Ainda?, definido como um fanzine da instituição.  Em 2006, a Prefeitura de São Paulo lança o projeto Fanzines nas Zonas de Sampa, que consiste de uma série curso gratuitos sobre a confecção de fanzines e quadrinhos. Em 2008, o professor e pesquisador Elydio dos Santos Neto fez uso pedagógicos de fanzines, criando os biograficzines, fanzines autobiográficos, um conceito similar aos perzine ou personalzines. Em 2012, o dia 12 de outubro foi escolhido pelo professor universitário e fanzineiro, Gazy Andraus, para ser o Dia Nacional dos Fanzines, embora ainda comemora-se o "Dia Mundial dos Fanzines" no dia 29 de abril, tal qual em Portugal. A ideia surgiu entre 2010 e 2011, quando Andraus desenvolvia suas pesquisas acerca de quadrinhos e fanzines, e a partir de 12 de outubro de 2012 promoveu a que se iniciassem comemorações fanzineiras que vêm se repetindo anualmente, tanto virtualmente pela internet como em gibitecas e espaços culturais. Gazy fez uma palestra sobre a data no evento Fanzinada, organizado por Thina Curtis em 15 de setembro daquele ano.

Em 2022, Wilson Costa de Souza  traz de volta fanzine Alegoria, agora como um fanzine de nostalgia com republicação de histórias em quadrinhos em domínio público.

### Catálogos
Em 1995, é lançado o livro Almanaque De Fanzines: O Que São, Por Que São, Como São de Bia Albernaz e Maurício Peltierl. Diante da grande produção de fanzines no Brasil, diversas iniciativas vêm sendo tomadas com o objetivo de registrar a produção nacional. Foi criada a Fanzinoteca de São Vicente, que se tornou a segunda maior fanzinoteca do mundo por seu acervo de edições catalogadas. Em 2004, foi lançado o Catálogo oficial da Fanzinoteca de São Vicente contendo dados de mil fanzines nacionais. Contudo, a Fanzinoteca de São Vicente jamais passou a existir fisicamente.
Em 2011, foi lançado pela Ugra Press, o Anuário de Fanzines, Zines e Publicações Alternativas, obra que catalogou 120 títulos independentes produzidos no país, no mesmo ano, também foi lançado o documentário Fanzineiros do século passado de Márcio Sno. Em 2015, Sno publicou o livro O universo paralelo dos zines. Em 11 de outubro de 2017, é inaugurada a Fanzinoteca do Instituto Federal Fluminense (IFF) em Macaé, Rio de Janeiro. Em 2019, Danielle Barros (UFSB), Edgar Franco, (UFG), Gazy Andraus (UFG) e Alberto de Souza (IFF), criam a ANZINE (Associação Nacional de Pesquisa e Criação de Fanzines), cuja sede fica na Fanzinoteca do IFF.

## Fanzines em Portugal
O primeiro fanzine de Portugal é O Melro, uma revista em quadrinhos lançada em 1944 por José Garcês, em 1972, surgem os fanzines Argon, Saga, Quadrinhos, Copra, P.Druillet - P.Caza, Orion, Ploc! e Yellow Kid, no ano seguinte, Aleph, propagado como o primeiro dedicado aos estudos sobre quadrinhos. Ainda nos anos 70, foram publicados os fanzines Impulso, Hic!, O Estirador e Boletim, esse último editado pelo Clube Português de Banda Desenhada.
Na década de 1980, surgem os títulos  Comicarte, Hyena, Ruptura, Original, Eros, Dossier Top Secret, Cruzeiro do Sul, Clubedelho, Nemo, Ritmo e Banda. Em 1997 é lançado o livro Dédalo dos Fanzines: O Catálogo das Publicações Amadoras de Banda Desenhada em Portugal de Leonardo de Sá e Geraldes Lino. No dia 29 de abril, comemora-se no país, o "Dia Mundial dos Fanzines".

#### Web
- Reynolds, Simon. How the fanzine refused to die. The Guardian
- Waterman, Edward. A Brief History of Amateur Press Associations
- Skinn, Dez. Fanzines